# Marvel Studios: Загальний збір
«Marvel Studios: Зага́льний збір» (англ. Marvel Studios: Assembled) — американський документальний телесеріал-антологія, створений для сервісу потокового мовлення Disney+. Кожен випуск присвячений створенню фільмів і телесеріалів Кіновсесвіту Marvel і включає закадрові інтерв'ю акторів, режисерів і продюсерів, розкриваючи процес створення проєктів.
Серіал був вперше анонсований в лютому 2021 року. Прем'єра першого випуску «Загального збору» відбулася 12 березня 2021 року. Майбутні епізоди виходять трохи пізніше релізів фільмів або серіалів на Disney+.

## Опис
Проєкт присвячений створенню фільмів і телесеріалів Кіновсесвіту Marvel і включає закадрові інтерв'ю, які розкривають процес створення проєктів.

## Епізоди
| № серії | Назва серії                                                                                             | Режисер(и) | Сценарист(и)                   | Оригінальна дата виходу |
| --- | --- | ---------- | ------------------------------ | ----------------------- |
| 1 | «Створення "ВандаВіжен"» «The Making of WandaVision»                                                    | Бред Барух | Меґан Леон                     | 12 березня 2021         |
| Головний сценарист Жак Шеффер, режисер Метт Шекман, актори Елізабет Олсен, Пол Беттані, Дебра Джо Рапп, Кетрін Ган, Тейона Паррис, Рендалл Парк, Кет Деннінґс і Еван Пітерс, автори тематичних пісень Роберт Лопес і Крістен Андерсон-Лопес та інші творці розкривають секрети виробництва «ВандаВіжен» прямо на знімальному майданчику. В епізоді обговорюється, які класичні ситкоми надихнули серіал, як знімальна група відтворила процеси виробництва ранніх ситкомов, а також як на творців і акторів вплинув досвід зйомок перед авдиторією для першої серії «Знято перед авдиторією».       | |            |                                |                         |
| 2 | «Створення "Сокіл та Зимовий солдат"» «The Making of The Falcon and the Winter Soldier»                 | Бред Барух | Меґан Леон                     | 30 квітня 2021          |
| Головний сценарист Малкольм Спеллман, режисер Карі Скогланд, актори Ентоні Макі, Себастіан Стен, Вайатт Рассел, Ерін Келліман, Дон Чідл, Даніель Брюль, Емілі ВанКемп, Флоренс Касумба, Джулія Луї-Дрейфус і Кле Беннетт, виконавчий продюсер Нейт Мур і інші творці розкривають секрети виробництва телесеріалу «Сокіл і Зимовий солдат» прямо на знімальному майданчику. В епізоді обговорюється важливість питань расизму в сюжеті проєкту, зйомки бойових сцен і вплив пандемії COVID-19 на виробництво телесеріалу.                                                                            | |            |                                |                         |
| 3 | «Створення "Локі"» «The Making of Loki»                                                                 | Бред Барух | Меґан Леон                     | 21 липня 2021           |
| Головний сценарист Майкл Волдрон, режисер Кейт Геррон, актори Том Гіддлстон (оповідач у випуску), Ґуґу Мбата-Ров, Вунмі Мосаку, Оуен Вілсон, Софія Ді Мартіно, Річард Е. Ґрант і Джонатан Мейджерс, виконавчі продюсери Стівен Бруссар і Кевін Р. Райт і інші творці розкривають секрети виробництва телесеріалу «Локі» прямо на знімальному майданчику. В епізоді обговорюється важливість понять часу і кохання в контексті серіалу, досвід побудови великих декорацій і застосування візуальних ефектів, взаємозв'язку героїв і їх коміксних прототипів і вплив «Локі» на майбутнє кіновсесвіту. | |            |                                |                         |
| 4 | «Створення "Чорної вдови"» «The Making of Black Widow»                                                  | Бред Барух | Брентон Ковінґтон              | 20 жовтня 2021          |
| Режисерка Кейт Шортланд, а також акторки Скарлетт Йоганссон, Флоренс П'ю, Девід Гарбор, Рейчел Вайс, Рей Вінстон та інші розкривають секрети створення фільму «Чорна вдова» прямо на знімальному майданчику. | |            |                                |                         |
| 5 | «Створення "А що як...?"» «The Making of What If...»                                                    | Бред Барух | Меґан Леон                     | 27 жовтня 2021          |
| Головний сценарист Е. С. Бредлі, режисер Брайан Ендрюс, аніматор Стефан Френк, продюсери та актор Джеффрі Райт розкривають секрети створення мультсеріалу «А що як...?», обговорюють ідеї мультсеріалу, його створення, анімації та підбір акторів. | |            |                                |                         |
| 6 | «Створення "Шан-Чі та легенда десяти кілець"» «The Making of Shang-Chi and the Legend of the Ten Rings» | Бред Барух | Амір Шукрі та Джейсон Гіллгаус | 12 листопада 2021       |
| Режисер Дестін Деніел Креттон, а також актори Сіму Лю, Аквафіна, Меньєр Чжанруен, Мішель Йео, Бен Кінгслі, Тоні Люн, Бенедикт Вонг та інші, розкривають секрети створення фільму «Шан-Чі та легенда десяти кілець». | |            |                                |                         |
| 7 | «Створення "Соколиного ока"» «The Making of Hawkeye»                                                    | Бред Барух | TBA                            | січня 2022              |

У розробці також знаходяться випуски про створення телесеріалу «Соколине око» і фільмів «Чорна вдова» та «Шан-Чі та Легенда Десяти Кілець»

## Виробництво
«Загальний збір» був вперше анонсований в лютому 2021 року розкриті випуски про телесеріалах «ВандаВіжен» (2021), «Сокіл і Зимовий солдат» (2021), «Локі» (2021), «Соколине око» (2021), а також про фільм «Чорна вдова» (2021). Оглядачі назвали «Загальний збір» доповненням до іншої документальної серії від Marvel Studios — «Marvel Studios: Легенди», чиї випуски виходять до релізу фільму або телесеріалу і допомагають глядачам зібрати воєдино необхідну інформацію про події; Хоай-Тран Буй з видання «/ Film» відзначив схожість «Загального збору» з документальною серією «Галерея Disney: Мандалорец», присвяченої серіалу «Мандалорец» від Lucasfilm.

## Випуск
Прем'єра першого випуску «Загального збору» відбулася на Disney+ 12 березня 2021 року. Майбутні епізоди будуть виходити після релізів фільмів або серіалів.